# Movie Animation Park Studios
Movie Animation Park Studios est un parc à thème situé dans la ville d'Ipoh, dans l'état de Perak, en Malaisie. Le parc à thème est le premier parc d'attractions en Asie entièrement basé sur les films d'animation qui contient des attractions basées sur des animations et a été construit à un coût de 520 millions MYR. Il abrite à la fois les propriétés intellectuelles internationales et locales, et ont plus de 40 attractions dans six zones à thèmes.
Le parc annonce sa fermeture le 28 janvier 2020.

## Histoire
Le parc a été annoncé au début de l'année 2014 et a été inauguré en 2015, mais la date d'ouverture a été reportée au 26 juin 2017, peu de temps après son achèvement. Il a été créé à partir d'une coentreprise entre Perak Corporation Berhad et Sanderson Group.

## Le parc à thème
Le parc est divisé en plusieurs zones associées à des films d'animation.

### Animation Square
- Character Appearance
- Center Stage
- BoBoiBoy Hero Academy
- BoBoiBoy 4D Adventure Theatre

### Blast Off Zone
Cette zone est principalement consacrée à l'univers des Schtroumpfs.
- The Smurfs Theatre
- The Smurfs Partyland
- The Smurfs Clubhouse ‘Meet & Greet’
- The Adventurers Bumper Blast

### Dream Zone
Zone dont les attractions sont basées sur des licences de DreamWorks Animation.
- The Croods Crazy Chase
- Mr Peabody & Sherman's Time Adventure - Montagnes russes en intérieur
- Dream Theatre
- Casper’s Birthday Blast - Parcours scénique interactif de Sally Corporation et Sanderson Group
- Megamind Megadrop Tower - Tour de chute

### Fantasy Forest Zone
Cette zone est principalement destinée aux enfants de 3 à 12 ans.
- Zugo’s Crystal Quest - Montagnes russes tournoyantes
- Upside Down Pyramid
- The Adventurers HQ Tree House
- Red Baron - Manège avion
- Fantasy Carousel - Carrousel
- Coral Kingdom
- Coliseum Water Play
- Cave Of Wonders

### Lakeside Zone
- Space X-Plorers - Disk'O
- HyperSpin - Chaises volantes
- Asteroid Attack - Kamikaze

### Live Action Zone
- Stunt Legend Arena

## Magasins et Restaurants

### Magasins
- Pitstop Retail
- Tok Aba Kokotiam
- The Smurf Village Retail
- Starport Retail
- Space Face
- Monkey Business Toys & Candy Shop
- MAPS Emporium
- Dream Store
- Croodaceous Collectables

### Restaurants
- Tok Aba Kokotiam
- PitStop Café
- Metrocity Diner Indoor & Outdoor
- The Croods Caveteria
- Starship Restaurant Indoor & Outdoor
- Starport
- Monkey Business Candy
- La Cremeria Café
- Coral Kingdom